# Африканская пеломедуза
Африканская пеломедуза, или шлемоносная пеломедуза (лат. Pelomedusa subrufa) — вид семейства пеломедузовые черепахи, единственный представитель рода пеломедузы.
Небольшая черепаха с плоским панцирем длиной до 25 см и крупной, покрытой правильными щитками головой.
Окрашена сверху в желтовато-коричневый цвет. Она водится по всей Африке к югу от Сахары и на Мадагаскаре, живёт в реках и озёрах, но нередко совершает переходы по суше, чем можно объяснить столь широкое распространение этой черепахи. В засушливый период, когда водоёмы пересыхают, животное зарывается в ил и впадает в оцепенение.
Основу питания составляют мелкие водные беспозвоночные, головастики и лягушки, а также в небольшой степени растительность.